# Мимоњак
Мимоњак је ненасељено острвце у хрватском делу Јадранског мора.
Хрбошњак се налази у акваторији општине Тисно у југоисточном делу Муртерског канала између острва Бисаге и копна, од којег је удаљен 0,3 км. Површина острва износи 0,05 км². Дужина обалске линије је 0,55 км..